# زراعة الفضاء

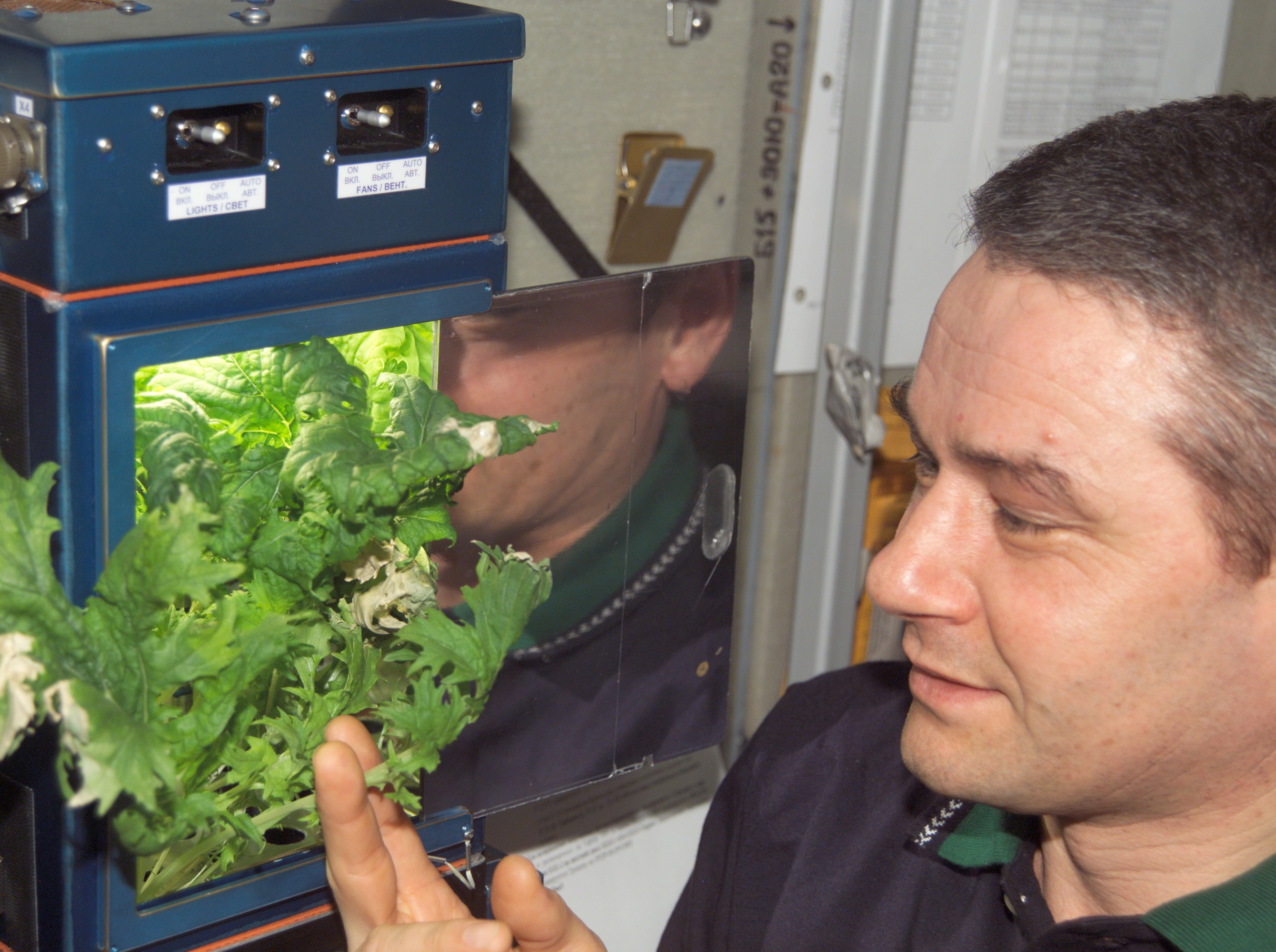

تواصلت جهود العلماء في وتجاربهم في الفضاء إلى أن أجريت تجارب ناجحة لاستنبات زراعات في مركبات الفضاء التي يستقلها رواد الفضاء إلى القمر.
وفي سبيل الوصول إلي هذا الهدف قام بعض العلماء في مركب جونسون الفضائي منذ سنوات بوضع أحد خبراء الكيمياء في حجرة محكمة مربعة الشكل طول ضلعها عشرة أمتار وقد احتوت علي مزرعة قمح صغيرة لا تتجاوز مساحتها عشرة أمتار مربعة وبعد أسبوع خرج الكيميائي من تلك الحجرة المفرغة من الهواء وهو في صحة جيدة فقد كان اعتماده في التنفس على غاز الأكسجين الذي أفرزته المزرعة النباتية الصغيرة وقد شجع النجاح الهائل الذي حققته هذه التجربة في أن يفكر العلماء بطريقة أكثر اتساعا وهي إحلال نباتات مزروعة بدلا من خزانات الأكسجين التي يحملها رواد للفضاء.
وقد وقع اختيار العلماء على نبات البطاطا مع وضعه في خزانات مغلقة بهدف الوصول إلي كمية الأكسجين التي توفر احتياجات رواد الفضاء خلا رحلتهم إضافة إلى توفير الغذاء.
وتكمن المشكلة الكبرى في إنجاح مثل هذه الأبحاث في الوصول إلى مد الفترة الزمنية التي يمكن أن تمد بها هذه المزروعات رواد الفضاء من الغذاء والأكسجين وبخاصة بعد أن طالت الفترات الزمنية التي يقضيها الرواد في الفضاء.
تشير زراعة الفضاء إلى زراعة محاصيل الغذاء والمواد الأخرى في الفضاء كما يتم زراعتها على الأرض. وكموضوع نقاشي، فإنه يتداخل مع الزراعة على أقمار وكواكب أخرى.

## مقدمة
إن إمداد محطات 211
ب بالغذاء يجعل احتمال نمو الطعام أثناء الرحلة أمرًا مثيرًا للاهتمام. ومن شأن استصلاح الفضاء وزراعته أن يساعد على خلق بيئة دائمة للنباتات يمكن فيها إعادة تدوير مياه الصرف الصحي والمخلفات البشرية وتنقية الهواء على متن سفينة الفضاء. وهذا يؤدي في الأساس إلى تحويل سفينة الفضاء إلى نظام بيئي صناعي به دورة هيدرولوجية إلى جانب إعادة تدوير المواد الغذائية.

## الصعوبات التقنية
هناك العديد من الصعوبات التقنية التي ستواجه من يحاول الزراعة خارج كوكب الأرض. وهذه الصعوبات تشمل:
- أثر انخفاض الجاذبية على العديد من محاصيل الصوبات الزراعية.
- انخفاض الإضاءة في بعض الأماكن; كمثال، المريخ يستقبل حوالي نصف الاشعاع الحراري الذي تستقبله الأرض. واي إغلاق بالضغط للصوبات سيزيد من تقليل الأشعة الواصلة للنباتات. المواقع علي القمر أو المستعمرات الفضائية من المحتمل أن تستقبل المزيد من اشعة الشمس بسبب غياب غلاف جوي جاف كما على الأرض وهذا بدوره سيؤدي لمزيد من الطاقة الشمسية المتاحة للوصول للنبات.
- نمو النبات تحت ضغط جوي منخفض، لانه كلما زاد الضغط داخل الصوبة كلما زاد ضخامة العناصر الهيكلية وتغليف الصوبة.تستمر النباتات بالقيام بالعمليات الحيوية حتى تحت ضغط جوي يساوي عشر الغضط الجوي علي الأرض.
- اثر التعرض لكمية أكبر من الاشعة الكونية بسبب غياب الوظيفة الحمائية لغلاف الأرض الجوي وحزام فان آلن الإشعاعي والذي سيتطلب استخدام الدروع للتقليل من اثر الاشعاعات.

## التجارب
- تحتوي «الصوبة الزراعية» في محطة أبحاث صحراء كوكب المريخ بولاية يوتاه على صوبة مصممة خصيصًا من أجل محاكاة بعض التحديات الناتجة عن الزراعة على سطح المريخ.
- يتم استخدام تجربة لادا ووحدات النظام الزراعية الأوروبية[1] في محطة الفضاء الدولية لزراعة كميات صغيرة من الأطعمة الطازجة.